# 福島県道178号磐城浅川停車場線
福島県道178号磐城浅川停車場線（ふくしまけんどう178ごう いわきあさかわていしゃじょうせん）は、福島県石川郡浅川町にある一般県道である。

## 路線概要
- 起点：福島県石川郡浅川町浅川字本町西裏（JR水郡線磐城浅川駅前）
- 終点：福島県石川郡浅川町東大畑字道ケ作
- 総延長：770 m[1]
  - 実延長：総延長に同じ
- 路線認定年月日：1959年8月31日[2]

浅川字本町地内の当路線は旧国道118号（石川街道）にあたる。

### 道路施設
浄土橋
- 全長：9.4 m
- 幅員：6.0（10.0） m
- 形式：PC単純プレテン床版桁橋
- 竣工：1998年度

浅川町東大畑字金田に位置し、一級水系阿武隈川水系社川支流神山川に架かる。1967年竣工の旧橋の老朽化と幅員狭小の解消のため架替が行われた。上下対向2車線で供用され、下り線側に歩道が整備されている。東詰は当路線の終点である国道118号交点である。総工費は4820万円。

## 通過する自治体
- 福島県
  - 石川郡浅川町

## 接続・交差する道路
- 国道118号・福島県道71号勿来浅川線（東大畑字道ケ作 終点）

## 沿線
- JR水郡線 磐城浅川駅